# Chipa
La chipa es un alimento a base de fécula de mandioca y queso típico de la gastronomía paraguaya y también en el nordeste argentino y las zonas fronterizas del suroeste de Brasil. Es herencia de la cocina mestiza cario guaraní-española, que se originó en Asunción, Paraguay;
El término «chipa» es la forma corta de «chipa almidón», que es la variedad más conocida. Sin embargo, la palabra también se refiere a todas las comidas con consistencia de masa hechas a base de maíz y almidón de mandioca que con el paso de los siglos tomaron diferentes formas; desde su versión primitiva (el mbuyapé) hasta las variedades actualmente registradas, fruto de la transculturación guaraní-española, sumado a la cocina moderna. Por ello, existen alrededor de 70 variedades identificadas de las que bien puede llamarse «familia de las chipas» en la gastronomía popular paraguaya.
Mientras que en Paraguay es muy común cocinar y comer chipas en Semana Santa, y más aún, el Viernes Santo; en Argentina se considera un bocadillo que se suele acompañar con el mate. 
Desde el 2015, cada 9 de agosto se conmemora el Día Nacional de la Chipa en Paraguay.

## Variantes del vocablo
En Paraguay y las provincias de Formosa y Misiones, es conocida como «la chipa» (acentuado en la «i», sin tilde) o en diminutivo «chipita». En Corrientes, Entre Ríos, Chaco y otros lugares de Argentina, es llamado «el chipá» (en masculino y con acento en la «a») y su diminutivo «chipita». También es común escuchar decirle Chipa.
En guaraní, la palabra carece de género gramatical. Sin embargo, la mayoría de las gramáticas aceptan el uso de artículos determinados provenientes del español (la y el).
La «ch» se pronunciaría como la «sh» del inglés en el guaraní original, por lo tanto, su pronunciación en guarani es “shipá”

## Historia y origen

Chipa de almidón.

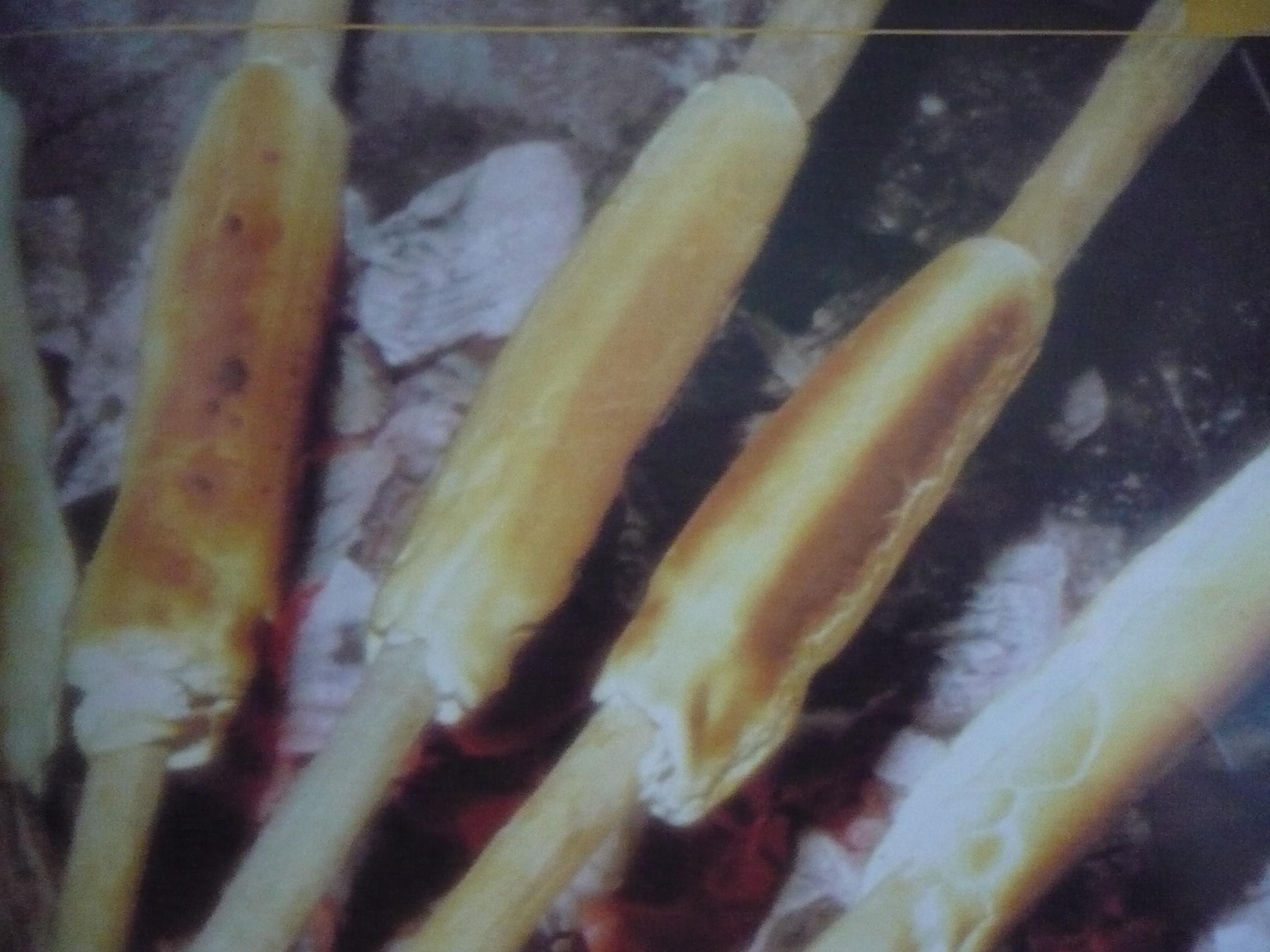
Chipa asador (en guaraní: kavure)

Algunos historiadores revisionistas señalan que, durante la época virreinal, el viajero alemán Ulrico Schmidl ya hablaba de la receta de aquella especie de pan de almidón que hacían los carios guaraníes. Schmidl tenía a su cargo anotar en la bitácora del barco español en el que llegó la expedición dirigida por Juan de Ayolas, que luego arribaría en Asunción, dándose así el primer encuentro de españoles con los carios-guaraníes. Antes de ser conocida como chipa, existía un menú que ya formaba parte de una de las variedades de panes que tenían los nativos carios-guaraníes en los primeros tiempos de la conquista. En aquel entonces la comida anterior a la chipa era conocida como «mbuyapé», que traducido del guaraní significa «pan». Para la elaboración del mbuyapé, se combinaba la harina de maíz o almidón de mandioca con grasa animal, para luego envolverlos en una hoja de banana y depositarlas en el tanimbú para poder cocinarlo.
Existe la idea equivocada de nombrar a la gastronomía paraguaya como «gastronomía guaraní». La gastronomía paraguaya nace de la fusión de la culinaria española y la cocina cario-guaraní, que se desarrolló por influencias de los padres franciscanos, los españoles y los criollos asuncenos, el cual tuvo lugar en Asunción y sus alrededores. Pueblos como Tobatí, Atyrá, Altos, Areguá, Ypané, Guarambaré, Itá y Yaguarón son ejemplos vivos de cómo la cultura paraguaya se desarrolló fuera y lejos de la influencia mercantil de los jesuitas. Cuando los jesuitas fueron expulsados en 1767, los nativos volvieron a su hábitat natural (la selva misionera) más no fueron a Asunción y su zona de influencia para educar o enseñar, prueba de ello es la extinción de la cerámica jesuita y no así la franciscana que sigue viva en Itá, Areguá y Tobatí.
La cocina base de los cario-guaraníes consistía en la caza, la pesca, sus cultivos de granos, sus técnicas y métodos de cocción así como los utensilios que elaboraban. Los primeros antecedentes del sincretismo cario-guaraní español tuvieron lugar en la época de la fundación de Asunción y alrededores, donde posteriormente se fundaron las reducciones franciscanas de Altos, Atyrá, Guarambaré, Itá, etc. En la Gobernación del Paraguay se circunscribía una jurisdicción católica llamada «Provincia Paraguaria». Esta provincia, entonces dependiente del Virreinato del Perú, abarcaba las regiones de Paraguay, Argentina, Uruguay y partes de Bolivia, Brasil y Chile (entre 1604 y 1617). Desde 1617, la Provincia Paraguaria fue desmembrada a la Gobernación del Río de la Plata y la Gobernación del Paraguay, quedando así bajo la jurisdicción de esta última. Posteriormente esta región pasó a pertenecer al efímero Virreinato del Río de la Plata (1776-1810). La cultura desarrollada en el Gran Paraguay fue muy fuerte, ya que los guaraníes fueron usados por los conquistadores y los evangelizadores como intermediarios con otros pueblos amerindios. Por estos motivos, la cultura paraguaya que caracteriza a Asunción se conservó fuerte en esta zona, y a su vez se extendió hacia zonas donde más tarde se introdujo el ganado vacuno, con la fundación de Corrientes en 1588, la ciudad más antigua del NEA.
En las bitácoras (de viajeros como el alemán Ulrico Schmidl) y en los registros históricos de la época virreinal aparece en varios párrafos que los carios guaraníes (tribu que habitaba la zona de Asunción) preparaban tortas y panes a base de mandioca, maíz y choclo dulce mezclados con grasa animal, conocidos como «mbuyapé» («pan» en guaraní). La alimentación cario-guaraní fue complementada con alimentos criollos que aportaron consigo los españoles desde el Viejo Continente. Esto se debió a la introducción del ganado vacuno en 1556, y a partir de estos se obtenían «nuevos» alimentos tales como: carne de res y oveja, leche, huevos, quesos, etc. De esta manera, las comidas con ingredientes de la base gastronómica cario-guaraní (maíz, mandioca, zapallo, batata, etc.) se entremezclaron con ingredientes traídos por los españoles (carne, leche, quesos, huevos, etc.). Dicha unión dio lugar a comidas que se han consumido desde esa época virreinal hasta la actualidad. Fue en este contexto donde se originó la receta de los platos típicos paraguayos que tienen como ingredientes base la mandioca, maíz, queso, leche y carne vacuna.
Actualmente, su consumo va en aumento, incluso en una ciudad tan cosmopolita como Buenos Aires, aunque allí la mayor oferta y consumo gira alrededor de la población con origen cultural paraguayo, siendo cada día más conocida y apreciada en sus diversas variantes. La chipa es uno de estos platos de origen y desarrollo común, y por todo esto se podría decir que tanto esta, como otras comidas del mismo origen y raíz, ya han sobrepasado el ámbito restricto de su origen hacia zonas alejadas.

## Costumbres
A partir de mediados y finales del siglo xix, la persistente migración del nordeste de Argentina, y de Paraguay hacia el Gran Buenos Aires ha hecho que esta comida sea habitual en la capital argentina y su área metropolitana, donde se pueden observar puestos callejeros de venta.
En la zona de Corrientes el chipá se consume desde la época colonial ininterrumpidamente. Además, en los últimos años se ha extendido y normalizado su consumo en otras partes del país.
En Brasil se consume, pero con su propia forma de prepararlo y se conoce con el nombre de chipa. La chipa en Brasil es muy consumida cerca de la frontera con Paraguay, junto con la sopa paraguaya, y no tan difundida al resto de Brasil, en donde se suele comer el pan de queso.
Con relación al consumo en el Paraguay, constituye toda una institución desde el enfoque sociológico, pues no solo es extensivo sino masivo, siendo uno de los principales platos mañaneros, con el cual se prepara el tereré rupá (la «cama» o base para el tereré). Socialmente, es el alimento consumido masivamente en la media mañana, sin distinción de clases, solo la aceptación de su delicado sabor. A las tardes, es el complemento ideal del cocido, la infusión preparada con yerba mate, que según el gusto puede ser con leche, o con coco rallado. Como entremés de las mesas más refinadas, a la hora del cocktail, es muy apreciada la variedad llamada «chipita», que son secas, crocantes y pequeñas, ideal para reuniones y encuentros.
La ciudad de Coronel Bogado, departamento de Itapúa, es considerada la Capital Nacional de la Chipa. Por otra parte, otras ciudades tienen también sus formas tradicionales de elaboración, compitiendo por mantener sus tradiciones, como Eusebio Ayala, llamada anteriormente Barrero Grande, que dio origen a chipa barrero.
En Semana Santa, las familias paraguayas y del noreste argentino que son católicas suelen preparar las chipas para compartir con los familiares y los amigos, y se constituye en la única comida en Viernes Santo.

## Variantes

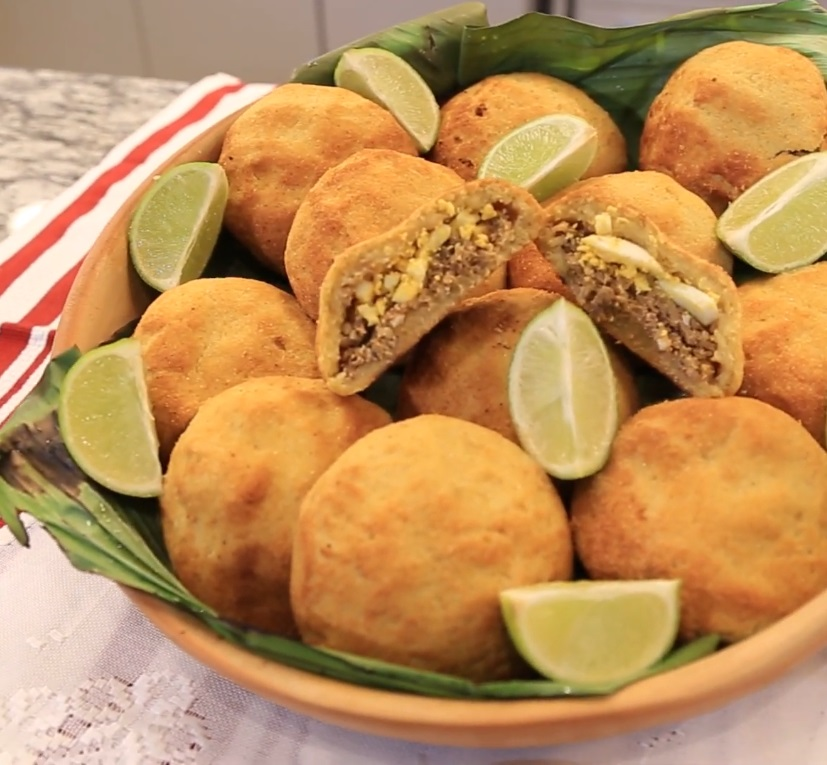
Chipa so'o.

Chipa manduví.

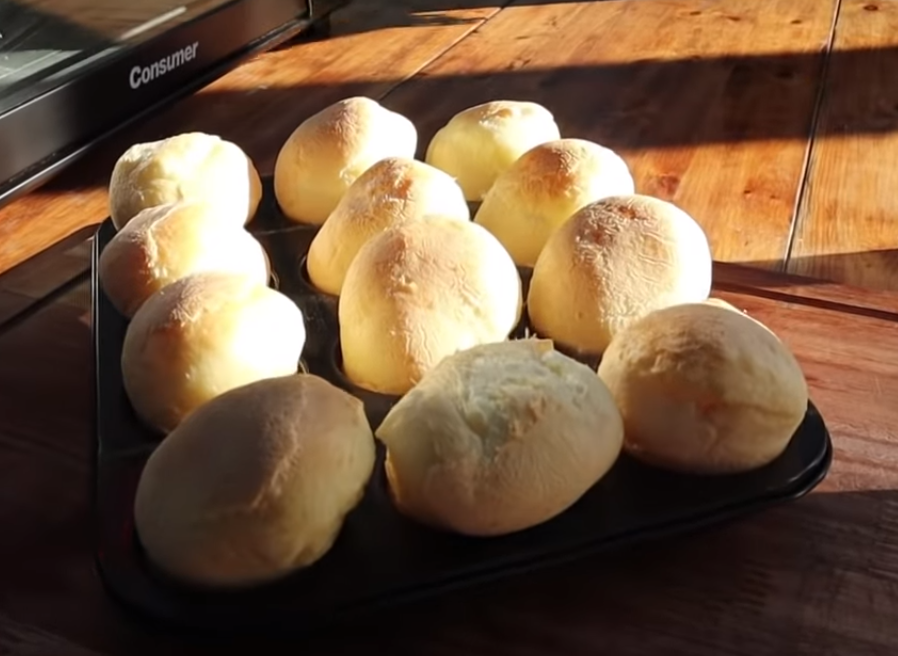
Chipa instantáneo.

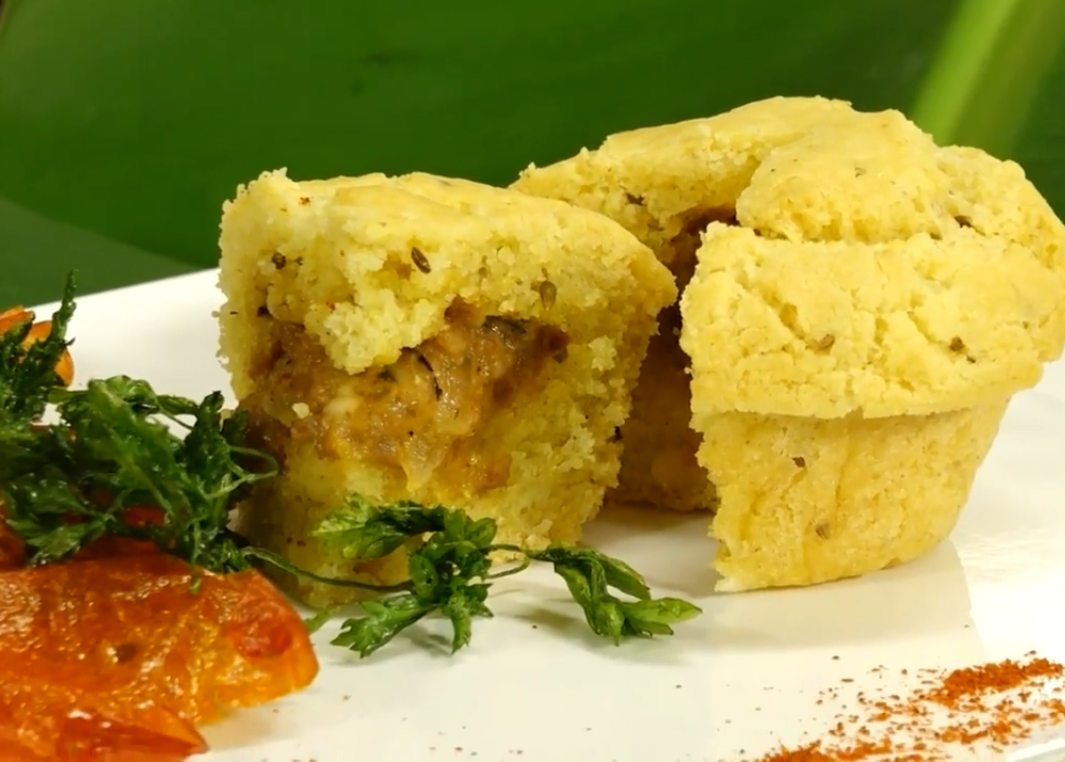
Chipa chutita.

Chipa guazú o pastel de choclo.

Existen variantes compartidas por Paraguay y el noreste de Argentina, así como otras exclusivas de uno u otro país. Por ejemplo, existen variantes exclusivas de la zona de los esteros del Iberá como el chipa anguyá y el chipa rosario (tradicional en Semana Santa) A su vez, es común hacer chipa almidón sin añadirle harina de maíz. Mientras que otra variante muy aceptada es la de Brasil, el pão de queijo (pan de queso). Con el paso de los siglos, la denominación «chipa» ha sido aplicada a las distintas guarniciones que fueron evolucionando con la transculturación guaraní-española y la cocina moderna paraguaya. En la actualidad existen unas 70 variedades registradas. Según el libro “Alimentación y religiosidad paraguaya: Chipa, pan sagrado”, donde se estudia y cataloga una gran diversidad de chipas, se encuentran:
- Chipa aramirõ: la tradicional chipa de almidón, que recibe de forma genérica y apocopada el término «chipa». Es la variedad más conocida y los ingredientes que llevan son almidón de mandioca, queso semiduro o queso Paraguay, grasa de cerdo, margarina o manteca, licor de anís o granos de anís.[29]

- Chipa mestiza: es la segunda variedad más extendida en Paraguay. Su nombre se debe a la mezcla de harina de maíz con almidón de mandioca.

- Chipa instantáneo o Chipa Rápida: lleva la mayoría de los ingredientes tradicionales de la chipa aramiró, de preparación rápida, con unos 30 minutos de elaboración. Consiste en licuar los ingredientes de manera uniforme y gradual para llevarla a cocción durante 10 minutos a 200 °C.

- Chipa cuatro quesos: a la masa de la chipa almidón se le rellenan con distintos quesos: Mozzarella, Catupiry, Queso Paraguay y queso para sándwich.[33]

- Chipa chutita: la masa de la chipa mestiza es complementada con maicena y polvo de hornear. Lleva como relleno el tradicional chorizo misionero, queso rallado, queso Paraguay estacionado, cebolla, pimientos rojos y otras sazones.[29]

- Chipa asador, caburé o mbocá: se cocina con el calor de brasas y alrededor de un palo, con lo que no cuenta con una esponjosa parte interna.[34] Tienen forma alargada y contextura fina y ahuecada, y que por su consistencia puede ser expuesto al calor directo del fuego de leña o carbón, lógicamente a altas temperaturas, sin arder.[35] En cuanto a la denominación, a esta comida se le llama «chipa caburé» en Misiones, en el noreste de Corrientes y en la Provincia de Formosa. A su vez, en Paraguay se le suele llamar «chipa asador». La preparación de chipa mbocá es tan conocida en dicha región, que Osvaldo Sosa Cordero inmortalizó su nombre, mencionándolo en su chamamé «Cambá cuá».

- Chipa pirú o chipita: es una pequeña rosquilla abizcochada de no más de dos centímetros de diámetro, enormemente crocante (allí radica el secreto de su sabor) y que se utiliza fundamentalmente para acompañar desayunos y meriendas. Popularmente, una frase que se escucha con recurrencia cuando se habla de la “chipa pirú” es que “no se puede parar de comerlas”. Pirú significa flaco, fino, delgado o enjuto y que, en esta acepción para la rosquita, se traduce como “seco”. La chipa pirú es la chipa delgada y seca, características que definen la variedad y la vuelven única en la familia de las chipas.

- Chipa so'o: es una masa de almidón de mandioca rellena de una carne sazonada. Tiene un relleno de carne vacuna, de allí el nombre de «chipa so'o» (so'o significa «carne» en guaraní). Para su elaboración se forman bollos del tamaño de una galleta grande y se los ahueca con el pulgar, para de ese modo introducir el relleno de carne y huevo picado, por lo que en su forma final adquiere la forma de una torta de aproximadamente 7 centímetros de diámetro.

- Chipa guazú: es un pastel de choclo cocinado al horno. Guazú es la palabra guaraní para ‘grande’, por lo que significa ‘la chipa grande’. Es elaborado con choclo fresco, huevo, agua, sal, leche, materia grasa (manteca o aceite), queso fresco o queso Paraguay. Es uno de los platos habituales durante la Cuaresma y Semana Santa al no contener carne. Su preparación puede ser salada o ligeramente dulce, o con relleno de carne. Su nombre se debe a la conjunción de dos vocablos. «Chipa» designa genéricamente a un conjunto de tortas de diverso tipo que tienen al maíz o al almidón de mandioca como base de preparación y que forman parte del denominado «tyra», término guaraní que sirve para designar todo alimento que se consume para acompañar el mate cocido, la leche o el café. Mientras que «guazú» significa ‘grande’, de lo cual se infiere que la «chipa guasú» es, en alguna medida, ‘torta grande de maíz’.

- Chipa quezú: se elabora con queso fresco, preferentemente de cabra, donde quesú es la deformación guaraní del vocablo español ‘queso’.[33]

- Chipa jazmín: se elabora con 3/4 de fécula de mandioca y 1/4 de harina de trigo, queso Paraguay, queso rallado, grasa de cerdo, huevos y otros ingredientes. Es la variedad menos pesada ya que no lleva la carga de toda la fécula de mandioca.

- Chipa manduví: manduví significa «maní» en guaraní, y es hecha con una mezcla de harina de maíz y maní molido.[36]

- Chipa rorá: está hecha de la cáscara de la semilla de maíz luego de haber sido colado.

## Elaboración
La variante más frecuente se elabora con almidón de mandioca, leche, queso, huevos, un poquito de sal y manteca o aceite, con los que se preparan pequeños bollitos de 4 cm de diámetro, aproximadamente. La ligereza de la fécula de mandioca, molida muy finamente, le da una consistencia especial y permite que sea el queso fundido el que domine el sabor. En ocasiones se le aliña con semillas de anís, y en otras se le añade un poco de jugo de naranja (uno de los cultivos más importante en Corrientes). Algunas veces, a todo esto se le añade un poco de harina de maíz, o en su defecto de trigo, para darle algo más de consistencia.